# Рэкет (фильм, 1951)
«Рэкет» (англ. The Racket) — фильм нуар режиссёра Джона Кромвелла, вышедший на экраны в 1951 году.
Фильм является ремейком одноимённого фильма 1928 года, который в свою очередь поставлен по бродвейской пьесе Бартлетта Кормака, которая шла на сцене в 1927-28 годах. Сюжет фильма 1951 года очень близок фильму 1928 года, и, несмотря на визуальный ряд, характерный для начала 1950-х годов, в большей степени отражает социально-политические реалии рубежа 1920-30-х годов. В крупном городе на Среднем Западе местный мафиозный лидер Ник Скэнлон (Роберт Райан) объединяет силы с общенациональным криминальным синдикатом. Мафия расставляет своих людей в полиции, прокуратуре и суде, чему пытается противостоять комиссия штата по борьбе с организованной преступностью, а также принципиальный и неподкупный начальник полицейского участка, капитан Том Макквигг (Роберт Митчем). Несмотря на угрозы, покушения и убийства, Макквиггу с помощью певицы ночного клуба (Лизабет Скотт) удаётся получить свидетельские показания, разоблачающие Скэнлона, а комиссии штата — разоблачить ряд продажных чиновников.
Тема коррупции в органах правопорядка и власти находит воплощение во многих фильмах нуар, среди них «Стеклянный ключ» (1942), «Бумеранг!» (1947), «Звонить Нортсайд 777» (1948), «Сильная жара» (1953), «Большой ансамбль» (1955), «Фениксийская история» (1955), «Нагая улица» (1955) и «Печать зла» (1958).

## Сюжет
Действие происходит в неназванном крупном городе на Среднем Западе США. На совещании у губернатора главный следователь комиссии по преступности штата Гарри Крейг (Лес Тремейн) сообщает о том, что в городе начал действовать общенациональный криминальный синдикат. Крейг обращает внимание губернатора на тот факт, что капитан полиции Том Макквиг (Роберт Митчем), честный и эффективный офицер полиции, снова переведён на новое место, на этот раз он назначен начальником 7-го полицейского участка города. Поскольку преступный мир чувствует в нём врага, через своих людей его пытаются отодвинуть от серьёзных дел. Сделал это старый босс местной мафии Ник Скэнлон (Роберт Райан), который оперирует в городе много лет и называет его «своим». Недавно Скэнлон стал частью национального криминального синдиката, которым управляет могущественный, но неизвестный человек, которого называют Старик. Синдикат управляет нелегальными бизнесами, азартными играми и рэкетом, зарабатывая миллионы долларов. Эти деньги используются, в том числе, на взятки, и недавно им удалось подкупить и поставить себе на службу заместителя прокурора штата Мортимера Уэлша (Рэй Коллинз), которого на приближающихся выборах они продвигают на место окружного судьи. Для того, чтобы доказать данные обвинения Крейг просит предоставить ему право вызова в суд правительственных чиновников, чтобы допросить их ещё до выборов. Губернатор даёт комиссии право допрашивать чиновников и обещает ей свою полную поддержку.
В приёмной Ника Скэнлона собираются его подручные, среди них только что выпущенный из тюрьмы жестокий киллер Дарко. Один из бандитов сообщает, что некто Хиггинс, к которому благоволит Старик, является доносчиком комиссии штата по преступности. Бандиты не хотят, чтобы Ник узнал о Хиггинсе, так как это приведёт его в ярость, и рассчитывают, что Старик сам по-тихому с ним разберётся. Однако Ник быстро выясняет у них новости о Хиггинсе, и решает поручить разобраться с ним Дарко.
Вернувшийся от губернатора Крейг обсуждает с членами своей команды собранные доказательства коррупционной деятельности Хиггинса, в том числе его связь с компанией «Акме». Следователи ожидают визита Хиггинса, который должен будет ответить на все возникшие в отношении него вопросы.
В офисе компании «Акме», которая является легальным прикрытием для деятельности синдиката, руководитель компании Р. Джи. Коннолли (Дон Портер) с юристом Дэвисом обсуждает перспективы продвижения своего кандидата Мортимера Уэлша на должность окружного судьи. Пришедшему Хиггинсу, которому Старик ранее обещал место судьи, Коннолли объясняет, что планы изменились. Когда Хиггинс заявляет, что в таком случае отказывается с ним работать, Коннолли требует, чтобы тот подписал письмо с признанием, что получал деньги от компании, управляемой синдикатом. У дверей кабинета Коннолли Хиггинс встречает заходящего туда Скэнлона. Коннолли показывает Скэнлону признательное письмо Хиггинса, которое должно послужить гарантией, что он не проболтается, однако Скэнлон решает разобраться с Хиггинсом по-своему. Коннолли говорит, что теперь, когда они стали работать совместно, синдикат познакомит Скэнлона с новыми более тонкими методами работы, не связанными с насилием, однако Скэнлона это не убеждает. Глядя в окно, Скэнлон вдруг говорит: «Смотри, с Хиггинсом на улице произошёл несчастный случай». Прохожие на улице переворачивают тело Хиггинса, говоря, что его застрелили. В этот момент в стоящую рядом машину садятся двое с оружием, один из них Дарко. Машина трогается с места и уезжает, но через несколько кварталов её останавливает за превышение скорости дорожный полицейский Джонсон (Уильям Тэлман). Узнав об убийстве, Джонсон направляется в полицейский архив, где в картотеке находит дело Дарко, который совсем недавно был досрочно освобождён.
Следователь отдела специальных расследований прокуратуры штата, сержант Тёрк (Уильям Конрад) приносит Коннолли разосланную Джонсоном ориентировку на Дарко, и Коннолли говорит, что Старик не одобряет методы работы Скэнлона, связанные с неоправданным насилием. Информация о том, что Джонсон работает в участке Макквига приводит Коннолли в ярость. Коннолли уже не раз пытался отстранить Макквига от дел, но тот благодаря своей идеальной репутации возвращался снова. А предложение Тёрка физически устранить Макквига он отвергает, так как это может вызвать нежелательный общественный резонанс накануне выборов.
В 7-м участке только что назначенный начальником Макквиг проводит построение личного состава, в короткой речи требуя от подчинённых безжалостной борьбы с нарушителями закона, говоря, что всю ответственность за из действия он берёт на себя. Затем к Макквигу в участок приезжает Тёрк, Макквиг хорошо знает его и принимает нелюбезно, называя прихвостнем политиков. После ухода Тёрка Макквиг временно освобождает Джонсона от патрулирования и поручает ему войти в группу по расследованию убийства Хиггинса. Дома жена сообщает Джонсону, что ожидает ребёнка.
Макквиг приходит в офис к Скэнлону, которого хорошо знает с детских лет. С тех пор их пути разошлись, и Макквиг уже не раз наносил болезненные удары по преступному бизнесу Скэнлона, а тот в свою очередь, используя своё влияние, всячески стремился разрушить карьеру Макквига, пытаясь убрать его с важных дел. Во время их разговора в кабинет Скэнлона врывается певица из ночного клуба Айрин Хейз (Лизабет Скотт), говоря, что её женихом является брат Ника, Джо Скэнлон (Бретт Кинг). Ник приглашает в кабинет Джо, однако тот не решается защитить свою невесту перед братом. Ник предлагает Айрин забрать все дорогие подарки, которые сделал ей Джо, но прекратить с ним все контакты. После ухода возмущённой Айрин Ник в яростном припадке жестоко бьёт брата, после чего тот уходит, хлопнув дверью. Снова оставшись вдвоём с Макквигом, Скэнлон рассказывает ему, что обеспечил Джо всем — деньгами, одеждой, автомобилем, сделал из него джентльмена, четырежды отправлял на учёбу в колледж и рассчитывал, что Джо женится на девушке из общества, а тот выбрал неизвестно кого. Перед уходом Макквига Скэнлон предупреждает того быть осторожней, так как вскоре на территории его участка накануне выборов будет жарко.
Вечером того же дня, когда Макквиг выходит из своего дома, около двери раздаётся мощный взрыв, разрушающий часть дома. Полиция успевает засечь автомобиль, который отъехал от дома Макквига сразу после взрыва. Во время преследования автомобиль преступников попадает в аварию, при этом одному из бандитов удаётся бежать, а второго блокируют в многоярусной парковке. Полиция идентифицирует одного из бандитов как человека Скэнлона. Подоспевший Макквиг лично решает взять преступника, загоняя его на крышу здания. Между ними завязывается перестрелка, а затем драка, в результате которой бандит падает вниз и разбивается.
Макквиг снова приходит к Скэнлону. Не застав того, на месте, он забирает фотографию Джо Скэнлона и уходит, обещая засадить его в ближайшее время. Приехав у участок, Макквиг встречает толпу репортёров, а также заместителя окружного прокурора Мортимера Уэлша, который обещает ему всяческую помощь. Когда Макквиг говорит, что просит помочь ему задержать Скэнлона, Уэлш отвечает, что против того нет улик. Тогда Макквиг намекает, что с помощью Старика можно поймать Скэнлона, давая понять, что знает об их связи, но Уэлш просит сделать это уже после выборов. Уэлш говорит, что не может сейчас вмешиваться, так как Старик поддерживает его в борьбе за место судьи, на что Макквиг отвечает, что суд над Скэнлоном может сделать Уэлша губернатором. Полицейские не верят в то, что Уэлш поможет Макквигу найти Скэнлона, так как Уэлш — человек Старика.
Макквиг вызывает Джонсона, даёт ему фотографию Джо Скэнлона и поручает ему поехать в клуб, где выступает Айрин Хейс, найти Ника, который, скорее всего, скрывается там и задержать его под любым предлогом. Вернувшись домой, Скэнлон выясняет у своего дворецкого, что после того, как Айрин позвонила из клуба, Джо сразу же уехал на встречу с ней.
В ночном клубе Джонсон неожиданно встречает своего бывшего армейского товарища, а ныне начинающего репортёра Дейва Эймса (Роберт Хаттон), который регулярно ходит в клуб, так как влюблён в Айрин. Спрятавшись около гримёрки, Джонсон замечает, как Джо Скэнлон вместе с Айрин выходит во двор клуба, и они садятся в шикарный «Роллс-Ройс». Джонсон решительно подходит к ним, и задерживает Джо за управление чужим автомобилем без документов, а затем находит у него ещё и незарегистрированное оружие. Джонсон увозит Джо в участок в автомобиле, а Айрин с Дейвом идут туда пешком, по дороге рассказывая друг другу о своей жизни и всё более сближаясь.
Ник Скэнлон приезжает в клуб, где узнаёт, что его брата задержали и увезли в участок, а Айрин, которую он приказал уволить, направилась вслед за ним пешком. Ник с подручными направляется в погоню за Айрин. Увидев её вместе с Дейвом, водитель машины выражает сомнение в целесообразности связываться с ними на улице около участка. Тогда Ник резко бьёт его и заставляет свернуть в ближайший переулок, где продолжает его избивать за невыполнение его приказа.
В участке Макквиг убеждает Айрин дать показания против Ника, однако она отказывается. Тогда Макквиг приказывает задержать её как важного свидетеля. На возмущённые вопросы Дейва Макквиг отвечает, что задержал обоих лишь для того, чтобы выманить и схватить Ника. После этого в своём кабинете Макквиг просит Дейва описать всё увиденное в своей газете с указанием его имени, с тем, чтобы вызвать на себя Ника. После ухода Макквига Джонсон просит указать в статье и его имя тоже.
Утром после опубликования в газете материала об аресте Джо в участок к Макквигу приходит Уэлш, который открыто заявляет, что Старик как легальный бизнесмен хочет, чтобы всё дело было улажено по-тихому. Появляется Тёрк и говорит Уэлшу, что его в своём офисе ожидает Коннолли. Коннолли говорит Уэлшу, что пока он его разыскивал, Макквиг договорился о слушании дела Джо Скэнлона судьёй Шерманом, угрожая Уэлшу, что если тот не добьётся немедленного освобождения Джо, то не будет участвовать в выборах. Когда Уэлш спрашивает, а нужен ли нам Ник Скэнлон теперь, в кабинет входит сам Скэнлон. Наступая на Уэлша, он требует, чтобы тот немедленно добился выпуска брата на свободу. Несмотря на возражения, что против Джо есть улики, в частности, пистолет, а также показания Джонсона, Ник говорит, что Джонсон не появится в суде. Далее Ник требует, чтобы Уэлш обвинил Айрин в угоне автомобиля и засадил её, угрожая ему не только потерей ожидаемого места окружного судьи, но и нынешней должности помощника прокурора.
Вскоре Дэвис, юрист «Акме», доставляет в участок постановление подкупленного мафией судьи, освобождающее Джо из-под ареста. Однако по указанию своего руководства Дэвис соглашается передать постановление только после того, как Джо отречётся от Айрин. После того, как Джо, бросив Айрин, выходит из участка на свободу, в ярости она соглашается дать показания на Ника, в том числе, расскажет о Хиггинсе. Помимо офицеров полиции это слышит и Уэлш, который тут же удаляется. Макквиг немедленно решает поговорить с Айрин. По её словам, Джо вчера хвастался ей, что Ник приказал убить Хиггинса. На основании этих показаний Макквиг даёт указание снова задержать Джо.
Увидев своё имя в газете, Джонсон отправляет жену на консультацию к врачу, а сам берёт револьвер и ожидает появления бандитов. Однако приходит Дейв, спрашивая, почему Макквиг не выпускает Айрин. Джонсон отвечает, что пока на пойманы Скэнлоны, на свободе ей будет грозить опасность, и что Макквиг использует Айрин с тем, чтобы выманить Ника. В этот момент к дому Джонсона подъезжают двое бандитов. Дейв открывает им дверь и впускает внутрь. Когда они проходят в комнату и достают оружие, спрятавшийся Джонсон выстрелами в спину убивает обоих бандитов.
Уэлш сообщает Нику по телефону, что Айрин начала давать на него показания. В ответ Ник требует, чтобы тот любым способом выманил Макквига из участка на полчаса. Коннолли предлагает Нику дать Айрин денег, чтобы она замолчала, и не ездить на встречу с ней самому, однако Ник решает, что сможет сделать дело только сам.
Уэлш приглашает Макквига в соседнее кафе на чашечку кофе. Тем временем коллега просит Джонсона временно подменить его на месте дежурного. Ник подъезжает к участку и заходит в дежурную часть как раз в тот момент, когда там нет никого, кроме Джонсона. Ник требует пропустить его к Айрин, однако полицейский настаивает, чтобы тот дождался возвращения Макквига. Когда Джонсон и Скэнлон догадываются, кто из них есть кто, между ними начинается драка, в ходе которой Скэнлон стреляет в Джонсона на глазах вошедшего Дейва, после чего бьёт Дейва и скрывается. Подоспевшие полицейские укладывают раненого Джонсона, тем временем Макквиг, заметив уносящуюся от участка машину, объявляет план «перехват». Джонсон умирает от раны на глазах у Макквига. Затем Макквиг навещает Дейва, за которым нежно ухаживает Айрин. Вскоре копы замечают машину Ника и начинают преследование. Ник с шофёром пытаются проскочить перед движущимся поездом, однако, не успевают, на скорости в последний момент сворачивают в сторону, машина врезается в деревянный домик и переворачивается. Тем временем Коннолли поручает Уэлшу добиться немедленного освобождения Ника, требуя ни в коем случае не допустить, чтобы Ник заговорил.
Макквиг пытается допросить Дейва, однако Айрин, защищая его, говорит, что он ничего не видел. К Макквигу приезжают Уэлш и Тёрк, требуя снять обвинения с Ника, так как никто не видел, что именно он стрелял в Джонсона. В участок привозят задержанного Ника, который, однако, успел выбросить пистолет, а водитель машины Ника успел сбежать. Появляется Дэвис с судебным постановлением об освобождении Ника под залог, которое, как отмечает Макквиг, было выписано ещё до задержания Ника. Макквиг берёт постановление и рвёт его на части. Ник посылает Дэвиса за Уэлшем. Однако на выходе полицейские хватают Дэвиса, обвиняют его в том, что он пьян и сопротивляется аресту и сажают в камеру. После этого Макквиг поручает задержать Ника по подозрению в убийстве Джонсона.
Уэлш и Тёрк стремительно заходят в кабинет Макквига, требуя объяснить, как он посмел прорвать постановление судьи. Макквиг просит привести Ника. Уэлш пытается угрожать Макквигу, но тот спокойно парирует, что не в интересах Уэлша бороться за интересы убийцы накануне выборов. Выйдя в соседнюю комнату, Макквиг получает согласие Дейва и Айрин дать свидетельские показания против Ника.
Ник тем временем инструктирует Уэлша, чтобы водитель его машины взял всю вину на себя, а само дело требует представить как самооборону. Когда всё стихнет, Ник обещает выкупить своего водителя. Макквиг входит в комнату вместе с Дейвом и Айрин. На вопрос Макквига Дейв заявляет, что видел, как Ник застрелил Джонсона. Уэлш в ужасе спрашивает у Макквига, почему тот не сказал, что у него есть свидетель. Когда Уэлш заявляет, что одного свидетеля не достаточно для обвинения в убийстве, приходит известие, что найден пистолет, из которого убили Джонсона, с отпечатками пальцев Ника. Дежурный приносит пистолет и оставляет его на столе.
Уэлш просит оставить его наедине с Ником. Уэлша и Тёрка приглашают к телефону в коридор, где они получают инструкции непосредственно от Старика. Вернувшись, они объявляют, что Старик сказал, что Ник должен согласиться на арест, а после выборов он его вытащит. Ник приходит в бешенство и угрожает, что если они немедленно не добьются его освобождения, что он сдаст всех. Тёрк открывает окно, пытаясь устроить Нику побег. Когда Ник уже собирается выпрыгнуть в окно, в кабинет заходит Макквиг. Ник хватает оставленный на столе пистолет. Макквиг надвигается на Ника, требуя отдать пистолет. Ник стреляет в него, однако пистолет оказывается незаряженным. Тогда Тёрк стреляет в Ника, убивая его наповал при попытке к бегству. Выясняется, что по указанию Макквига пистолет был специально разряжен пистолет, а за окном дежурил вооружённый полицейский.
Дейв и Айрин уходят из участка, решая попробовать быть вместе. В участок приходит Крейг из комиссии штата по борьбе с преступностью, предъявляя ордера на арест Уэлша и Тёрка. Макквиг выходит на улицу и садится в машину, в которой его ожидает жена.

## В ролях
- Роберт Митчем — капитан Томас Макквигг
- Лизабет Скотт — Айрин Хейз
- Роберт Райан — Ник Скэнлон
- Уильям Тэлман — офицер Боб Джонсон
- Рэй Коллинз — окружной прокурор Мортимер Экс. Уэлч
- Роберт Хаттон — Дейв Эймс
- Уильям Конрад — детектив, сержант Тёрк
- Уолтер Сэнд — сержант участка Джим Дилейни
- Лес Тремейн — Гарри Крейг, главный следователь комиссии по преступности
- Дон Портер — Р.Джи. Коннолли
- Бретт Кинг — Джо Скэнлон
- Тито Вуоло — Тони, парикмахер Ника

## Создатели фильма и исполнители главных ролей
Джон Кромвелл работал театральным актёром и режиссёром на Бродвее, в конце 1920-х годов перебравшись в Голливуд, где в период 1929—1961 годов поставил в общей сложности 49 фильмов. Среди них криминальные драмы 1931 года «Бульварная газета» и «Полиция нравов», а также фильмы нуар «Алжир» (1938), «Рассчитаемся после смерти» (1947) и «В клетке» (1950).
Роберт Митчем, Роберт Райан и Лизабет Скотт входили в число наиболее крупных звёзд жанра фильм нуар. В частности, Митчем сыграл в четырнадцати фильмах нуар, наиболее успешными среди них стали «Когда незнакомцы женятся» (1944), «Медальон» (1946), «Из прошлого» (1947), «Перекрёстный огонь» (1947), «Женщина его мечты» (1951), «Ангельское лицо» (1952) и «Ночь охотника» (1955), а позднее сыграл в ремейках классических нуаров «Прощай, моя красавица» (1975) и «Глубокий сон» (1978). Роберт Райан был номинирован на Оскар за роль второго плана в фильме нуар «Перекрёстный огонь» (1947), в котором в первый раз встретился на съёмочной площадке с Митчемом. Всего он сыграл в 14 нуарах, наиболее значимыми среди них были «Акт насилия» (1948), «Берлинский экспресс» (1948), «Подстава» (1949), «На опасной земле» (1951), «Стычка в ночи» (1952) и «Дом из бамбука» (1955). Лизабет Скотт сыграла в 11 фильмах нуар, в том числе в таких фильмах, как «Странная любовь Марты Айверс» (1946), «Рассчитаемся после смерти» (1947) Кромвелла, «Западня» (1948), «Я всегда одинок» (1948), «Слишком поздно для слёз» (1949) и «Тёмный город» (1950).
Рэй Коллинз и Уильям Тэлман более всего известны как исполнители главных ролей в судебном телесериале «Перри Мейсон», который шёл в 1958-65 годах. Рэй Коллинз также сыграл в фильмах нуар «Бог ей судья» (1945), «Катастрофа» (1946), «Двойная жизнь» (1947), «Часы отчаяния» (1955) и «Печать зла» (1958). Уильям Тэлман сыграл в фильмах нуар «Вооружённое ограбление броневика» (1950), «Попутчик» (1953), «Город, который никогда не спит» (1953), «Большой дом, США» (1955) и «Побег из тюрьмы» (1955).

## Создание фильма
В основу фильма «Рэкет» положен одноимённый немой фильм 1928 года, продюсером которого был владелец компании RKO Pictures Говард Хьюз, а поставил его молодой в то время Льюис Майлстоун. Как пишет Шварц, немой фильм 1928 года был «обычным старомодным криминальным фильмом, детально показывающим политическую коррупцию и насилие в неназванном городе на Среднем Западе, в котором открыто действует криминальный синдикат». Фильм 1928 года в свою очередь был основан на пьесе Бартлетта Кормака, спектакль по которой шёл на Бродвее в 1927-28 годах. Интересно, что «в бродвейском спектакле главную роль играл Эдвард Г. Робинсон, а роль Макквигга играл сам Джон Кромвелл. Театральная постановка после Бродвея прошла по всей стране, завершившись в Лос-Анджелесе, где на Робинсона обратила внимание студия „Уорнер бразерс“, запихнув его в серию гангстерских фильмов, которые сделали его звездой».
Фильм «по большей части поставлен Джоном Кромвеллом, который был исключительно хорошо знаком с материалом» Кромвелл, который в то время бы не совсем здоров, снял основной массив фильма в апреле-мае 1951 года. Крейг Батлер полагает, что «вполне возможно, что в изначальном сценарии было больше смысла, но, согласно легенде, Хьюз настоял на его существенной переработке во время съёмок и на многочисленных изменениях на стадии пост-продакшна».
Татара отмечает, что "Хьюз остался не удовлётворён режиссёрской версией картины, после чего «Кромвелл (которого Райан описал как „очень старого и больного“) с негодованием покинул Голливуд», а «Хьюз пригласил опытного сценариста У. Р. Бёрнетта добавить побольше экшна в фильм, который смотрелся слишком театрально, и попросил Ника Рэя выполнить съёмки, что Рэй и сделал в июне 1951 года в течение пяти дней. За это время Рэй снял начальный кусок фильма, сцену в полицейской раздевалке, сцену драки Митчема с бандитом на крыше, несколько гламурных крупных планов поющей Лизабет Скотт в сцене в ночном клубе, и несколько других кусочков, которые сделали фильм более энергичным, хотя в итоге он смотрится как лоскутная работа, чем собственно и является». Татара отмечает, что монтажёр фильма «Шерман Тодд и известный режиссёр Тэй Гарнетт также сняли несколько коротких эпизодов и вставок. И после всего этого можно только удивляться, что картина смотрится совершенно целостно».

## Оценка фильма критикой

### Общая оценка фильма
Фильм вызвал достаточно противоречивые оценки. Многие критики посчитали пьесу, по которой поставлен сценарий, устаревшей, а постановку — не достаточно убедительной, отметив при этом сильную игру актёров, исполнивших главные роли, особенно, Роберта Митчема и Роберта Райана.
В частности, журнал «Variety» написал, что «этот ремейк старой пьесы Бартлетта Кормака исполнен с чётким акцентом на экшн и саспенс, а актёрский состав подчёркивает грубую жёсткость сценария». Журнал особенно выделяет игру Роберта Митчема в роли честного капитана полиции и противостоящего ему гангстера в исполнении Роберта Райана, которые «доминируют в картине с мощной убедительной игрой, которая несёт значительный интерес». Саму же историю, по словам журнала, «оживляют несколько крепких эпизодов в жанре триллер, таких как драка на крыше Митчема со стрелком, кренящиеся на скоростных поворотах машины и аварии, а также перестрелки между силами добра и зла».
Крейг Батлер считает, что «хотя фильму не удаётся стать настолько хорошим, каким он мог бы стать (возможно, по причине вмешательства босса студии Говарда Хьюза), тем не менее он достаточно хорош как развлечение,… и за это надо благодарить главным образом его звёзд». По мнению Батлера, по причине известных сложностей с производством «фильму не хватает гармонии, он оставляет слишком много тупиковых линий и недостаток объединяющего видения», однако «пока на экране действуют Митчем и Райан — а также Лизабет Скотт, которая хотя и играет надуманную и слабо прописанную роль, её всё равно хорошо иметь в команде — фильм остаётся достойным представлением».
Деннис Шварц приходит к выводу, что «фильм не показывает достаточной силы, чтобы нанести мощный удар, он смягчил всё, что касается широко охватившей город коррупции, и делает все персонажи одномерными типажами. Всё, что в нём есть — это сцены экшна и немного глянца». Шварц считает, что «изначальная версия была более впечатляющим фильмом». Он также пишет, что «фильм в большей степени отражает реальности 1920-х, чем 1940-х годов, но, к сожалению, его действие происходит в 1940-е. Это типичный гангстерский фильм своей эпохи, и он устарел и слишком тусклый».

### Характеристика фильма
Кинокритик Босли Кроутер в «Нью-Йорк таймс» пишет: «Старая пьеса Бартлетта Кормака „Рэкет“ стала новаторским разоблачением политического влияния гангстеров на момент её выпуска на Бродвее 24 года назад», и теперь «с неё сдули пыль и снабдили современными автомобилями и одеждами». По мнению Кроутера, «единственное, что заслуживает внимания в этом модернизированном повторе старого шоу — это своевременность его общей темы и неизбежное столкновение его звёзд». Далее Кроутер отмечает, что основной конфликт копа и преступника «потерял свою новаторскую сущность, принимая во внимание сколько раз он разыгрывался на экране с момента первой постановки „Рэкета“», и, «что печально, он не интересен». Кроме того, «сценарий У. Р. Бёрнетта и Уильяма Уистера Хэйнса настолько беспорядочен ближе к концу, что совершенно невозможно понять тонкости того, как, например, коп заманивает бандита к месту его гибели». По мнению Кроутера, «конфликт между Митчемом и Райаном довольно скучный, характеризуясь главным образом обменом клише, а остальные актёры также делают немного, чтобы придать событиям жизни. Что же касается исследования в фильме преступников и политики, они носят настолько общий и хорошо знакомый характер, как будто это тот случай, когда всё прокручивается ещё раз».
Журнал «TimeOut» отмечает, что «исходные посылки обещали хороший фильм». В частности, «Говард Хьюз был продюсером (удачной) немой версии „Рэкета“, которая воспламенила гангстерский цикл Голливуда. Джон Кромвелл добился возможности поставить фильм благодаря своей игре в бродвейской постановке пьесы, а Митчем плюс Райан обещали беспроигрышную силовую конфронтацию». Но, пишет далее журнал, «студия RKO Хьюза в тот момент уже медленно угасала, Кромвелл находился в серых списках Комиссии по расследованию антиамериканской деятельности, а Митчем согласился сыграть роль копа, представляющего те самые проклятые государственные органы». Резюмируя свою оценку, журнал пишет, что фильм получился «более мягким, чем следовало бы, но всё-таки достаточно тёмным, чтобы в нём потеряться».
Шварц указывает на то, что «насилие, которое исходит как от Райана, так и от Митчема кажется ничем по сравнению с вопиющим и коварным насилием против доверия людей со стороны тех политиков, которые продаются, чтобы получить выгоду себе лично». Далее он пишет, что в этом фильме «только делается намёк на то, что настоящее разложение идёт с верха политической иерархии, от губернатора и его приближённых. Но, к сожалению, фильм так и не затрагивает эту тему, рассматривая её как личное сражение между Райаном и Митчемом». Шварц отмечает, что «в одном случае Митчем разрывает ордер на арест, а в другом — подставляет подозреваемого; Райан со своей стороны создаёт себе проблемы в отношениях со своими боссами и с обществом, открыто убивая своих врагов», приходя к выводу, что «основная разница между ними заключается в том, что Митчем действует грязно ради добра для общества и преследования плохих парней, в то время как Райан ведёт грязную борьбу исключительно для построения империи зла для себя, и его не беспокоят те, кому он приносит боль».

### Характеристика актёрской работы
Критика высоко оценила актёрскую игру в этой картине, особенно выделив работу Роберта Митчема и Роберта Райана.
Кроутер отмечает, что «Роберт Митчем и Роберт Райан, которые играют роли бесстрашного и неподкупного капитана полиции и гангстера с политическими намерениями, энергично и остро сталкиваются в этой отличной мелодраме», разыгрывая своеобразный матч-реванш после своего противостояния в фильме «Перекрёстный огонь» (1947). Татара добавляет, что «Райан и Митчем перебрасывают друг другу эпизоды как старые мастера своего дела; некоторым даже может показаться, что Райан забирает эту картину себе». По его мнению, "довольно вялый по стандартам криминального жанра ход повествования «не преуменьшает харизмы ведущих актёров». Сходного мнения придерживается и Батлер, написавший, что «Митчем и Райан выдают захватывающую игру, первый использует свой знакомый непринуждённый стиль для создания огромной мощи, а второй наполняет свой необузданный характер добрыми старыми неизбежными сюрпризами».
Батлер отмечает, что «немного странно видеть Митчема в роли копа, особенно настолько честного и официального, каким является его персонаж. Но эта странность добавляет тонкий новый нюанс роли и фильму в целом, а также помогает объяснить нелепое окончание, когда его персонаж удовлетворён тем, как всё обернулось — несмотря на то, что по-настоящему жирные коты остались живыми и невредимыми». Татара добавляет, что «в этой, довольно искусной полицейской картине Митчем постоянно выглядит так, как будто ему нужна большая чашка чёрного кофе, но между тем всё равно прожигает экран».
По мнению Шварца, остальные персонажи фильма носят типичный нуаровый характер, среди них певица из ночного клуба (Скотт), которая увидев, что брат Ника Скэнлона слаб, чтобы её защитить, решает положить конец мафии даже несмотря на опасность, которая ей грозит; нечестный прагматичный прокурор (Коллинз), которому мафия пообещала место судьи после выборов и который готов продать за это свою душу; продажный сержант полиции Тёрк (Конрад), который устраивает дела хитрым способом для мафии; молодой коп Джонсон (Тэлман), жёсткий и честный, как Макквигг; и наивный начинающий репортёр Эймс (Хаттон), который влюбляется в певицу-блондинку.
«Variety» также подчёркивает, что помимо пары главных персонажей «мужское внимание обеспечивается также сильной работой Уильяма Тэлмана в роли начинающего копа и парой Рэя Коллинза и Уильяма Конрада в качестве бесчестных политиков… Женский интерес в фильме сведён к минимуму, но Лизабет Скотт в роли ночной певицы делает то, что должна, хорошо». Как пишет Кроутер, она «мечется из края в край в роли испуганной певицы ночного клуба, в конце концов влюбляясь в наивного репортёра, которого играет Роберт Хаттон».